# Върховно изпитание
„Върховно изпитание“ (на испански: Monte Calvario) е мексиканска теленовела от 1986 г., създадена от Делия Фиайо, режисирана от Беатрис Шеридан, и продуцирана от Валентин Пимстейн за Телевиса.
В главните роли са Едит Гонсалес и Артуро Пениче, а в отрицателните роли – Урсула Пратс, Лили Инклан и Хосе Алонсо. Специално участие взема първата актриса Консуело Франк.

## Сюжет
Ана Роса е красива студентка, която е принудена от баба си, Росарио, да се омъжи за Октавио Монтеро, богат мъж, жесток и горделив, който е обсебен от момичето. По време на инцидент, Октавио остава парализиран, което допринася за лошия му характер.
Ана Роса отива да живее в имението на Октавио, наречено „Монте Калварио“, където живее Оливия, неуравновесената и завистлива доведена сестра на Октавио. Омъжена за него, Ана Роса живее в ада, тя трябва да понася цялата омраза на Оливия. Освен това, Ана Роса е малтретирана от Октавио, който прави живота ѝ невъзможен.
Един ден, отчаяна, Ана Роса решава да се самоубие, скачайки в реката, но е спасена от красивия доктор Густаво. Още в първия момент, двамата се влюбват. Тя знае, че връзката им е невъзможна, затова се връща в „Монте Калварио“, без да се сбогува с Густаво. Месеци по-късно, съдбата отново ги среща, защото Густаво е нает от Октавио, за да лекува неговата инвалидност.
Оливия е заслепена от Густаво. Скоро, тя разбира, че Густаво е имал връзка с Ана Роса, и решава да го съблазни. Когато Октавио разбира за изневярата на съпругата си, решава да убие Густаво, но Ана Роса се жертва за своя любим, предотвратявайки заканата на Октавио.
Ана Роса се дистанцира от Густаво, като по-късно разбира, че е бременна от него. Интригите и омразата ги разделят. Месеци по-късно, Ана Роса ражда сина си, възползвайки се от ситуацията, Оливия краде бебето и го представя за свое.
Тук започва истинското изпитание за Ана Роса, защото никой не подозира, че има син. Най-накрая, след безкрайни интриги, лъжи и трагедии, Ана Роса, Густаво и сина им се събират и заживяват щастливо.

## Актьори
Част от актьорския състав:
- Едит Гонсалес – Ана Роса Перес Монталбан
- Артуро Пениче – Густаво Секерман
- Хосе Алонсо – Октавио Монтеро Нарваес
- Урсула Пратс – Оливия Монтеро Нарваес
- Аурора Молина – Чана
- Рене Муньос – Отец Сито
- Алфонсо Итуралде – Роберто #1
- Одисео Бихир – Роберто #2
- Лили Инклан – Фатима
- Консуело Франк – Росарио Валверде вдовица де Монталбан
- Хавиер Еранс – Карлос
- Педро Дамян – Алфонсо
- Хулия Марикал – Матилде
- Мария Идалия – Лудата / Ана Тереса
- Хуан Карлос Серан – Хуан Камачо
- Роса Мария Бианчи – Естер
- Летисия Калдерон – Тере

## Премиера
Премиерата на Върховно изпитание е на 17 март 1986 г. по Canal de las Estrellas. Последният 150. епизод е излъчен на 3 октомври 1986 г.

## Награди и номинации
Награди TVyNovelas (1987)
| Категория                            | Номиниран(а)     | Резултат   |
| ------------------------------------ | ---------------- | ---------- |
| Най-добра теленовела                 | Валентин Пимщейн | Номинирана |
| Най-добра актриса в главна роля      | Едит Гонсалес    | Номинирана |
| Най-добра актриса в отрицателна роля | Урсула Пратс     | Номинирана |
| Най-добър актьор в отрицателна роля  | Хосе Алонсо      | Номиниран  |
| Най-добро мъжко откритие             | Одисео Бихир     | Печели     |

## Версии
- Върху радионовелата Жената, която не обикнах, създадена от Делия Фиайо, се основават следните теленовели:
- Все още те обичам, адаптация от Рене Муньос, продуцирана от Карла Естрада за Телевиса през 1996 г., с участието на Клаудия Рамирес, Луис Хосе Сантандер, Оливия Колинс и Серхио Гойри.
- Лишена от любов, адаптация от Химена Суарес, продуцирана от Хосе Алберто Кастро за Телевиса през 2011 г., с участието на Ана Бренда Контрерас, Хорхе Салинас, Хосе Рон, Сусана Гонсалес и Хулиан Хил.
- Изгрев, адаптация от Пабло Ферер Гарсия-Травеси и Сантяго Пинеда Алиседа, продуцирана от Хуан Осорио за ТелевисаУнивисион през 2025 г., участието на Ливия Брито, Фернандо Колунга и Даниел Елбитар.